# Serafino Vannutelli
Serafino Vannutelli (26 de novembro de 1834 — 19 de agosto de 1915) foi um diplomata e cardeal italiano da Igreja Católica, Penitenciário-mor Apostólico e Decano do Colégio dos Cardeais.

## Vida
Sua formação iniciou-se no Seminário de Palestrina, Palestrina e no Almo Collegio Capranica, de Roma. No Collegio Romano, fez o doutorado em filosofia, em 5 de setembro de 1855, e em teologia, em 8 de setembro de 1859); obteve um doutorado utroque iure, tanto em direito canônico como direito civil. Recebeu as insígnias de caráter clerical em 14 de novembro de 1848; as ordens menores, em 6 e 7 de junho de 1857. Tornou-se subdiácono, em 23 de abril de 1859 e diácono em 2 de junho de 1860. Seu irmão mais novo, Vicenzo Vannutelli, também se tornou cardeal.

## Sacerdócio
Foi ordenado padre em 22 de dezembro de 1860, pelo cardeal Costantino Patrizi Naro, secretário da Comissão para a Inquisição. Beneficiário da Basílica de São Pedro, em Roma, em 1863. Tornou-se professor de Teologia, do Seminário do Vaticano. Foi auditor na nunciatura no México, em 1864; retornou a Roma após a queda do imperador Maximiliano I, em 1867. Foi também auditor na nunciatura na Baviera.

## Episcopado
Eleito arcebispo-titular de Niceia, em 25 de junho de 1869, foi consagrado em 18 de julho de 1869, na igreja de Sant'Andrea al Quirinale, em Roma, pelo Cardeal Costantino Patrizi Naro, agora arcipreste da Arquibasílica de São João de Latrão, assistido por Salvatore Nobili Vitelleschi, arcebispo-bispo de Osimo, e por Pelagio Antonio de Labastida, arcebispo do México.
Foi nomeado Delegado apostólico nas Repúblicas do Equador, Peru, e Nueva Granada (Colômbia), Venezuela, El Salvador, Guatemala, Costa Rica, Honduras e Nicarágua, em 23 de julho de 1869. Torna-se núncio apostólico na Bélgica, em 10 de setembro de 1875 e na Áustria-Hungria, em 3 de dezembro de 1880.

## Cardinalato
Foi nomeado pelo Papa Leão XIII como cardeal-presbítero no consistório de 14 de março de 1887, recebendo o barrete cardinalício e o título de Santa Sabina em 26 de maio. Condecorado com a Grã-Cruz da Ordem austríaca de Sankt Stefan, no mesmo ano.
É nomeado Prefeito da Sagrada Congregação de Indulgências e Sagradas Relíquias, em 13 de fevereiro de 1888. Optou pelo título de São Jerônimo dos Croatas, em 11 de fevereiro de 1889. Tornou-se secretário de Memoriais Pontifícios, a partir de 14 de março. Camerlengo do Sagrado Colégio dos Cardeais, entre 1 de junho de 1891 até 11 de julho de 1892. Tornou-se secretário de Breves Apostólicos, em 28 de janeiro de 1892.
Foi nomeado arcebispo de Bolonha, em 16 de janeiro de 1893. O Papa Leão XIII escreveu uma carta ao povo de Bolonha dizendo que ele havia sido guiado por inspiração divina ao fazer a nomeação e teria dito que "Vannutelli vai como Cardeal de Bolonha e retornará como um Papa". O New York Times comentou: "Ele foi por algum tempo mencionado com destaque em conexão com a sucessão papal e é apoiado por um influente partido eclesiástico, com quem, acredita-se, o Papa Leão XIII tem simpatia".
Passa para a ordem dos cardeais-bispos e para a sé suburbicária de Frascati, em 12 de junho. Torna-se então Prefeito da Sagrada Congregação do Index, em 9 de dezembro.
Nomeado pró-Prefeito da Sagrada Congregação dos Bispos e Regulares, em 1 de outubro de 1896, depois torna-se Penitenciário-mor Apostólico, em 20 de novembro de 1899. Foi secretário da Sagrada Congregação da Inquisição romana e universal, entre 16 de janeiro de 1903 até 31 de dezembro de 1908. Passou para a sé suburbicária de Porto e Santa Rufina, em 22 de junho de 1903.
Durante o Conclave de 1903, com o exercício do Jus exclusivae barrando a eleição do cardeal Mariano Rampolla pelo imperador Francisco José I da Áustria, foi um dos nomes propostos pelos cardeais austríacos naquele momento.
Torna-se Decano do Colégio dos Cardeais em 7 de dezembro de 1913. Passa para a sé suburbicária de Óstia, própria do decano do Sacro Colégio, em 25 de maio de 1914 e também é nomeado Prefeito da Sagrada Congregação Cerimonial. Em 25 de maio de 1915, foi confiado pelo Papa Bento XV a estabelecer que capelães militares que pegassem em armas poderiam celebrar missas e assistir aos moribundos, no contexto da I Guerra Mundial.

### Conclaves
- Conclave de 1903 - participou da eleição do Papa Pio X
- Conclave de 1914 - participou como decano do Colégio dos Cardeais da eleição do Papa Bento XV

## Morte
Morreu numa quinta-feira, 19 de agosto de 1915, às 01h00, em Roma, depois de ter recebido piedosamente os santos sacramentos. O corpo foi exposto em seu apartamento no Palazzo Sacchetti, via Giulia, em Roma.
O funeral teve lugar no sábado, 21 de agosto, às 10h30, na igreja de San Giovanni dei Fiorentini. A missa de exéquias foi celebrada por Domenico Mannaioli, bispo-titular de Pomaria. A absolvição final foi transmitida pelo cardeal Francesco di Paola Cassetta, bispo de Frascati, vice-decano do Sacro Colégio dos Cardeais. Estavam presentes o Cardeal Vincenzo Vannutelli, seu irmão, com os outros membros da família, além dos cardeais Pietro Gasparri, Diomede Falconio, Girolamo Maria Gotti, O.C.D., Rafael Merry del Val, Antonio Vico, Gennaro Granito Pignatelli di Belmonte, Domenico Serafini, Francesco Salesio Della Volpe, Gaetano Bisleti, Louis Billot, S.J. e Michele Lega. Também estiveram presentes numerosos arcebispos, bispos, sacerdotes e religiosos, bem como membros do corpo diplomático e da nobreza romana. Os restos mortais do cardeal foram enterrados no túmulo da Sagrada Congregação de Propaganda Fide, no cemitério Campo di Verano, em Roma.